# Santa Rita, Aquismón
Santa Rita är en ort i Mexiko.   Den ligger i kommunen Aquismón och delstaten San Luis Potosí, i den centrala delen av landet, 230 km norr om huvudstaden Mexico City. Santa Rita ligger 753 meter över havet och antalet invånare är 350.
Terrängen runt Santa Rita är kuperad norrut, men söderut är den bergig. Runt Santa Rita är det ganska tätbefolkat, med 160 invånare per kvadratkilometer. Närmaste större samhälle är Villa Terrazas, 19,4 km öster om Santa Rita. Omgivningarna runt Santa Rita är en mosaik av jordbruksmark och naturlig växtlighet.